# أكبر أباد (مقاطعة تشالوس)
اكبرآباد (بالفارسية: اکبرآباد) هي قرية تقع في قسم كلارستاق الغربي الريفي (مقاطعة تشالوس) في إيران. يقدر عدد سكانها بـ 519 نسمة .